# Coupe de France féminine de handball 2016-2017
Navigation
2015-2016 2017-2018
La coupe de France 2016-2017 est la 24e édition de la coupe de France féminine de handball, compétition à élimination directe mettant aux prises des clubs de handball amateurs et professionnels affiliés à la Fédération française de handball.
Le tenant du titre est le Brest Bretagne HB, vainqueur la saison précédente du Toulon Saint-Cyr VHB en finale. Metz Handball, vainqueur de l'édition 2015, reprend son titre en dominant Issy Paris Hand en finale.

## Déroulement de la compétition
La formule présentée ici est celle de la Coupe de France Nationale.
La compétition est répartie sur huit tours plus une finale où les clubs amateurs et les clubs professionnels de deuxième division rentrent les premiers, puis ceux de première :
- 1er tour : Entrée des clubs de N3, N2, N1. Tirage par secteur géographique.
- 2e tour : Tirage par secteur géographique sans protection.
- 3e tour : Tirage par secteur géographique sans protection.
- 4e tour : Tirage par secteur géographique sans protection et entrée en jeu des clubs de D2F.
- 1/16èmes : Tirage par secteur géographique sans protection et entrée en lice des clubs non-européennes de LFH.
- Tableau final à partir des 1/8èmes : Tirage intégral et entrée des clubs européens de LFH

Le vainqueur de la coupe de France nationale disputera la Coupe EHF lors de la saison 2017-2018.

### Calendrier des matchs
- 3 et 4 septembre 2016 : 1er tour
- 24 et 25 septembre 2016 : 2e tour
- 8 et 9 octobre 2016 :3e tour
- 5 et 6 novembre 2016 : 4e tour (entrée en lice des clubs de D2F)
- 19 et 20 novembre 2016 : 1/16e de finale (Entrée en lice des 6 équipes non-européennes de LFH)
- 4 janvier 2017 : 1/8e de finale (entrée en lice des 5 équipes européennes de LFH)
- 8 et 9 avril 2017 : Quarts de finale
- 26 avril 2017 : Demi-finales
- 27 mai 2017 : Finale

### Durée des rencontres
Un match se déroule en deux mi-temps de 30 minutes entrecoupées d'un temps de repos de 15 minutes. En cas d’égalité à la fin du temps réglementaire on effectue une épreuve des tirs au but. Les équipes peuvent inscrire jusqu'à 14 joueuses sur la feuille de match.

### Choix des terrains
Le plus petit niveau de jeu, ou le premier tiré s’il s’agit de clubs de même niveau, reçoit. À
partir des quarts de finale, le premier tiré reçoit systématiquement, sauf si plus d’un niveau
d’écart.
Si un club recevant ne peut pas recevoir, la rencontre est inversée.

## Résultats
- 3 et 4 septembre 2016 : 1er tour[1]
- 24 et 25 septembre 2016 : 2e tour[2]
- 8 et 9 octobre 2016 :3e tour[3]

### 4etour
Trente-deux équipes participent aux trente-deuxièmes de finale : douze de deuxième division, quatorze de nationale 1, trois de nationale 2 et trois de nationale 3. Ce stade de la compétition est marqué par l'entrée en lice des clubs de Division 2.
| Équipes de Division 2 directement qualifiées pour le 4e tour | Équipes de Division 2 directement qualifiées pour le 4e tour |
| --- | --- |
| Saint-Grégoire Rennes Métropole Handball (D2) Mérignac Handball (D2) Aunis HB La Rochelle-Périgny (D2) Le Havre AC Handball (D2) HBC Saint-Amand-les-Eaux PH (D2) Yutz Handball Féminin (D2) | Noisy-le-Grand handball (D2) Stella Sports Saint-Maur (D2) Bourg-de-Péage Drôme Handball (D2) Handball Pôle Sud 38 (D2) ASUL Vaulx-en-Velin (D2) Handball Plan-de-Cuques (D2) |

| Date            | Club (division)                     | Résultat | Club (division)                         |
| --------------- | ----------------------------------- | -------- | --------------------------------------- |
| 6 novembre 2016 | Bruguières Occitan Club 31 HB (N1)  | 22 – 28  | Mérignac Handball (D2)                  |
| 5 novembre 2016 | Angoulême Charente handball (N1)    | 19 – 23  | Rochechouart-St-Julien HB 87 (N1)       |
| 5 novembre 2016 | Bergerac Périgord Pourpre HB (N1)   | 31 – 33  | Aunis Handball La Rochelle-Périgny (D2) |
| 6 novembre 2016 | Lanester Handball (N3)              | 21 – 25  | Landi / Lampaul HB (N1)                 |
| 6 novembre 2016 | US Palaiseau (N3)                   | 26 – 30  | Saint-Grégoire Rennes Métropole HB (D2) |
| 6 novembre 2016 | Club Laïque Colombelles HB (N1)     | 22 – 36  | Le Havre AC Handball (D2)               |
| 6 novembre 2016 | Lomme Lille Métropole handball (N1) | 29 – 32  | HBC Saint-Amand-les-Eaux PH (D2)        |
| 6 novembre 2016 | Achenheim Truchtersheim (N1)        | 32 – 29  | Strasbourg ASPTT (N1)                   |
| 6 novembre 2016 | Entente Montigny HB (N2)            | 29 – 23  | Yutz Handball Féminin (D2)              |
| 6 novembre 2016 | Val d'Orge Féminin (N1)             | 21 – 20  | Noisy-le-Grand handball (D2)            |
| 6 novembre 2016 | Aulnay Handball (N1)                | 29 – 33  | Stella Sports Saint-Maur (D2)           |
| 6 novembre 2016 | Saint-Flour Handball (N3)           | 24 – 42  | Sun A.L. Bouillargues (N1)              |
| 6 novembre 2016 | La Motte Servolex HB (N2)           | 24 – 30  | Bourg-de-Péage Drôme Handball (D2)      |
| 4 novembre 2016 | Le Pouzin HB 07 (N1)                | 32 – 16  | Handball Pôle Sud 38 (D2)               |
| 4 novembre 2016 | ASUL Vaulx-en-Velin (D2)            | 33 – 20  | Bron Handball (N2)                      |
| 6 novembre 2016 | HB Gardéen (N1)                     | 23 – 31  | Handball Plan-de-Cuques (D2)            |

### Seizièmes de finale
Vingt-deux équipes participent aux seizièmes de finale : six de LFH, neuf de deuxième division, six de nationale 1, une de nationale 2. Ce stade de la compétition est marqué par l'entrée en lice des 6 équipes non-européennes de LFH.
| Équipes de LFH directement qualifiées pour les 16e de finale              | Équipes de LFH directement qualifiées pour les 16e de finale                     |
| ------------------------------------------------------------------------- | -------------------------------------------------------------------------------- |
| ES Besançon (LFH) HBC Celles-sur-Belle (LFH) Cercle Dijon Bourgogne (LFH) | OGC Nice CA HB (LFH) Chambray Touraine Handball (LFH) Toulon Saint-Cyr VHB (LFH) |

| Date             | Club (division)                    | Résultat | Club (division)                         |
| ---------------- | ---------------------------------- | -------- | --------------------------------------- |
| 19 novembre 2016 | Rochechouart-St-Julien HB 87 (N1)  | 26 – 24  | Aunis HB La Rochelle-Périgny (D2)       |
| 19 novembre 2016 | Mérignac Handball (D2)             | 25 – 28  | HBC Celles-sur-Belle (LFH)              |
| 19 novembre 2016 | Entente Montigny HB (N2)           | 28 – 44  | Stella Sports Saint-Maur (D2)           |
| 19 novembre 2016 | Le Havre AC Handball (D2)          | 23 – 34  | Chambray Touraine Handball (LFH)        |
| 19 novembre 2016 | Landi / Lampaul HB (N1)            | 23 – 18  | Saint-Grégoire Rennes Métropole HB (D2) |
| 20 novembre 2016 | Val d'Orge Féminin (N1)            | 21 – 40  | HBC Saint-Amand-les-Eaux PH (D2)        |
| 19 novembre 2016 | Bourg-de-Péage Drôme Handball (D2) | 25 – 31  | ES Besançon (LFH)                       |
| 19 novembre 2016 | Achenheim Truchtersheim (N1)       | 25 – 32  | Cercle Dijon Bourgogne (LFH)            |
| 19 novembre 2016 | Sun A.L. Bouillargues (N1)         | 30 – 25  | ASUL Vaulx-en-Velin (D2)                |
| 19 novembre 2016 | Handball Plan de Cuques (D2)       | 29 – 30  | OGC Nice CA HB (LFH)                    |
| 19 novembre 2016 | Le Pouzin HB 07 (N1)               | 25 – 33  | Toulon Saint-Cyr VHB (LFH)              |

## Tableau final
| Équipes de LFH directement qualifiées pour les 8e de finale             | Équipes de LFH directement qualifiées pour les 8e de finale |
| ----------------------------------------------------------------------- | ----------------------------------------------------------- |
| Metz Handball (LFH) Issy Paris Hand (LFH) Brest Bretagne Handball (LFH) | Nantes LAH (LFH) CJF Fleury Loiret (LFH)                    |

|  | Huitièmes de finale    | Huitièmes de finale          | Huitièmes de finale    | Huitièmes de finale     |     |                         | Quarts de finale     | Quarts de finale     | Quarts de finale     | Quarts de finale     |  |  | Demi-finales          | Demi-finales          | Demi-finales          | Demi-finales          |  |  | Finale      | Finale      | Finale      | Finale      |
|  |                        |                              |                        |                         |     |                         |                      |                      |                      |                      |  |  |                       |                       |                       |                       |  |  |             |             |             |             |
|  | 4 janvier 2017 à 20h00 | 4 janvier 2017 à 20h00       | 4 janvier 2017 à 20h00 | 4 janvier 2017 à 20h00  |     |                         | 5 avril 2017 à 20h00 | 5 avril 2017 à 20h00 | 5 avril 2017 à 20h00 | 5 avril 2017 à 20h00 |  |  | 26 avril 2017 à 20h45 | 26 avril 2017 à 20h45 | 26 avril 2017 à 20h45 | 26 avril 2017 à 20h45 |  |  | 27 mai 2016 | 27 mai 2016 | 27 mai 2016 | 27 mai 2016 |
|  | LFH                    | Metz Handball                | 22                     | 22                      |     |                         | 5 avril 2017 à 20h00 | 5 avril 2017 à 20h00 | 5 avril 2017 à 20h00 | 5 avril 2017 à 20h00 |  |  | 26 avril 2017 à 20h45 | 26 avril 2017 à 20h45 | 26 avril 2017 à 20h45 | 26 avril 2017 à 20h45 |  |  | 27 mai 2016 | 27 mai 2016 | 27 mai 2016 | 27 mai 2016 |
|  | LFH                    | Metz Handball                | 22                     | 22                      |     |                         | 5 avril 2017 à 20h00 | 5 avril 2017 à 20h00 | 5 avril 2017 à 20h00 | 5 avril 2017 à 20h00 |  |  | 26 avril 2017 à 20h45 | 26 avril 2017 à 20h45 | 26 avril 2017 à 20h45 | 26 avril 2017 à 20h45 |  |  | 27 mai 2016 | 27 mai 2016 | 27 mai 2016 | 27 mai 2016 |
|  | LFH                    | OGC Nice CA HB               | 18                     | 18                      |     |                         | 5 avril 2017 à 20h00 | 5 avril 2017 à 20h00 | 5 avril 2017 à 20h00 | 5 avril 2017 à 20h00 |  |  | 26 avril 2017 à 20h45 | 26 avril 2017 à 20h45 | 26 avril 2017 à 20h45 | 26 avril 2017 à 20h45 |  |  | 27 mai 2016 | 27 mai 2016 | 27 mai 2016 | 27 mai 2016 |
|  | LFH                    | OGC Nice CA HB               | 18                     | 18                      | LFH | Metz Handball           | 27                   | 27                   |                      |                      |  |  | 26 avril 2017 à 20h45 | 26 avril 2017 à 20h45 | 26 avril 2017 à 20h45 | 26 avril 2017 à 20h45 |  |  | 27 mai 2016 | 27 mai 2016 | 27 mai 2016 | 27 mai 2016 |
|  | 7 janvier 2017 à 20h45 |                              |                        |                         | LFH | Metz Handball           | 27                   | 27                   |                      |                      |  |  | 26 avril 2017 à 20h45 | 26 avril 2017 à 20h45 | 26 avril 2017 à 20h45 | 26 avril 2017 à 20h45 |  |  | 27 mai 2016 | 27 mai 2016 | 27 mai 2016 | 27 mai 2016 |
|  |                        |                              | LFH                    | ES Besançon             | 21  | 21                      |                      |                      |                      |                      |  |  | 26 avril 2017 à 20h45 | 26 avril 2017 à 20h45 | 26 avril 2017 à 20h45 | 26 avril 2017 à 20h45 |  |  | 27 mai 2016 | 27 mai 2016 | 27 mai 2016 | 27 mai 2016 |
|  | LFH                    | HBC Celles-sur-Belle         | LFH                    | ES Besançon             | 21  | 21                      | 22                   | 22                   |                      |                      |  |  | 26 avril 2017 à 20h45 | 26 avril 2017 à 20h45 | 26 avril 2017 à 20h45 | 26 avril 2017 à 20h45 |  |  | 27 mai 2016 | 27 mai 2016 | 27 mai 2016 | 27 mai 2016 |
|  | LFH                    | HBC Celles-sur-Belle         | 7 avril 2017 à 20h30   |                         |     |                         | 22                   | 22                   |                      |                      |  |  | 26 avril 2017 à 20h45 | 26 avril 2017 à 20h45 | 26 avril 2017 à 20h45 | 26 avril 2017 à 20h45 |  |  | 27 mai 2016 | 27 mai 2016 | 27 mai 2016 | 27 mai 2016 |
|  | LFH                    | ES Besançon                  | 25                     | 25                      |     |                         |                      |                      |                      |                      |  |  | 26 avril 2017 à 20h45 | 26 avril 2017 à 20h45 | 26 avril 2017 à 20h45 | 26 avril 2017 à 20h45 |  |  | 27 mai 2016 | 27 mai 2016 | 27 mai 2016 | 27 mai 2016 |
|  | LFH                    | ES Besançon                  | 25                     | 25                      | LFH | Metz Handball           | 34                   | 34                   |                      |                      |  |  |                       |                       |                       |                       |  |  | 27 mai 2016 | 27 mai 2016 | 27 mai 2016 | 27 mai 2016 |
|  | 6 janvier 2017 à 20h30 |                              |                        |                         | LFH | Metz Handball           | 34                   | 34                   |                      |                      |  |  |                       |                       |                       |                       |  |  | 27 mai 2016 | 27 mai 2016 | 27 mai 2016 | 27 mai 2016 |
|  |                        |                              | LFH                    | Toulon Saint-Cyr VHB    | 16  | 16                      |                      |                      |                      |                      |  |  |                       |                       |                       |                       |  |  | 27 mai 2016 | 27 mai 2016 | 27 mai 2016 | 27 mai 2016 |
|  | LFH                    | Cercle Dijon Bourgogne       | LFH                    | Toulon Saint-Cyr VHB    | 16  | 16                      | 23                   | 23                   |                      |                      |  |  |                       |                       |                       |                       |  |  | 27 mai 2016 | 27 mai 2016 | 27 mai 2016 | 27 mai 2016 |
|  | LFH                    | Cercle Dijon Bourgogne       | 26 avril 2017 à 18h45  |                         |     |                         | 23                   | 23                   |                      |                      |  |  |                       |                       |                       |                       |  |  | 27 mai 2016 | 27 mai 2016 | 27 mai 2016 | 27 mai 2016 |
|  | LFH                    | Toulon Saint-Cyr VHB         | 28                     | 28                      |     |                         |                      |                      |                      |                      |  |  |                       |                       |                       |                       |  |  | 27 mai 2016 | 27 mai 2016 | 27 mai 2016 | 27 mai 2016 |
|  | LFH                    | Toulon Saint-Cyr VHB         | 28                     | 28                      | LFH | Toulon Saint-Cyr VHB    | 22                   | 22                   |                      |                      |  |  |                       |                       |                       |                       |  |  | 27 mai 2016 | 27 mai 2016 | 27 mai 2016 | 27 mai 2016 |
|  | 4 janvier 2017 à 20h30 |                              |                        |                         | LFH | Toulon Saint-Cyr VHB    | 22                   | 22                   |                      |                      |  |  |                       |                       |                       |                       |  |  | 27 mai 2016 | 27 mai 2016 | 27 mai 2016 | 27 mai 2016 |
|  |                        |                              | LFH                    | CJF Fleury Loiret       | 21  | 21                      |                      |                      |                      |                      |  |  |                       |                       |                       |                       |  |  | 27 mai 2016 | 27 mai 2016 | 27 mai 2016 | 27 mai 2016 |
|  | N1                     | Rochechouart-St-Julien HB 87 | LFH                    | CJF Fleury Loiret       | 21  | 21                      | 20                   | 20                   |                      |                      |  |  |                       |                       |                       |                       |  |  | 27 mai 2016 | 27 mai 2016 | 27 mai 2016 | 27 mai 2016 |
|  | N1                     | Rochechouart-St-Julien HB 87 | 5 avril 2017 à 20h00   |                         |     |                         | 20                   | 20                   |                      |                      |  |  |                       |                       |                       |                       |  |  | 27 mai 2016 | 27 mai 2016 | 27 mai 2016 | 27 mai 2016 |
|  | LFH                    | CJF Fleury Loiret            | 30                     | 30                      |     |                         |                      |                      |                      |                      |  |  |                       |                       |                       |                       |  |  | 27 mai 2016 | 27 mai 2016 | 27 mai 2016 | 27 mai 2016 |
|  | LFH                    | CJF Fleury Loiret            | 30                     | 30                      | LFH | Metz Handball           | 33                   | 33                   |                      |                      |  |  |                       |                       |                       |                       |  |  |             |             |             |             |
|  | 4 janvier 2017 à 20h30 |                              |                        |                         | LFH | Metz Handball           | 33                   | 33                   |                      |                      |  |  |                       |                       |                       |                       |  |  |             |             |             |             |
|  |                        |                              | LFH                    | Issy Paris Hand         | 29  | 29                      |                      |                      |                      |                      |  |  |                       |                       |                       |                       |  |  |             |             |             |             |
|  | N1                     | Landi / Lampaul HB           | LFH                    | Issy Paris Hand         | 29  | 29                      | 19                   | 19                   |                      |                      |  |  |                       |                       |                       |                       |  |  |             |             |             |             |
|  | N1                     | Landi / Lampaul HB           |                        |                         |     |                         |                      | 19                   |                      |                      |  |  |                       |                       |                       |                       |  |  |             |             |             |             |
|  | N1                     | Sun A.L. Bouillargues        | 26                     | 26                      |     |                         |                      |                      |                      |                      |  |  |                       |                       |                       |                       |  |  |             |             |             |             |
|  | N1                     | Sun A.L. Bouillargues        | 26                     | 26                      | N1  | Sun A.L. Bouillargues   | 29                   | 29                   |                      |                      |  |  |                       |                       |                       |                       |  |  |             |             |             |             |
|  | 4 janvier 2017 à 20h30 |                              |                        |                         | N1  | Sun A.L. Bouillargues   | 29                   | 29                   |                      |                      |  |  |                       |                       |                       |                       |  |  |             |             |             |             |
|  |                        |                              | LFH                    | Issy Paris Hand         | 40  | 40                      |                      |                      |                      |                      |  |  |                       |                       |                       |                       |  |  |             |             |             |             |
|  | LFH                    | Chambray Touraine Handball   | LFH                    | Issy Paris Hand         | 40  | 40                      | 21                   | 21                   |                      |                      |  |  |                       |                       |                       |                       |  |  |             |             |             |             |
|  | LFH                    | Chambray Touraine Handball   | 8 avril 2017 à 20h00   |                         |     |                         | 21                   | 21                   |                      |                      |  |  |                       |                       |                       |                       |  |  |             |             |             |             |
|  | LFH                    | Issy Paris Hand              | 24                     | 24                      |     |                         |                      |                      |                      |                      |  |  |                       |                       |                       |                       |  |  |             |             |             |             |
|  | LFH                    | Issy Paris Hand              | 24                     | 24                      | LFH | Issy Paris Hand         | 26                   | 26                   |                      |                      |  |  |                       |                       |                       |                       |  |  |             |             |             |             |
|  | 4 janvier 2017 à 20h30 |                              |                        |                         | LFH | Issy Paris Hand         | 26                   | 26                   |                      |                      |  |  |                       |                       |                       |                       |  |  |             |             |             |             |
|  |                        |                              | LFH                    | Brest Bretagne Handball | 19  | 19                      |                      |                      |                      |                      |  |  |                       |                       |                       |                       |  |  |             |             |             |             |
|  | LFH                    | Brest Bretagne Handball      | LFH                    | Brest Bretagne Handball | 19  | 19                      | 37                   | 37                   |                      |                      |  |  |                       |                       |                       |                       |  |  |             |             |             |             |
|  | LFH                    | Brest Bretagne Handball      |                        |                         |     |                         |                      | 37                   |                      |                      |  |  |                       |                       |                       |                       |  |  |             |             |             |             |
|  | D2                     | HBCSA-PH                     | 16                     | 16                      |     |                         |                      |                      |                      |                      |  |  |                       |                       |                       |                       |  |  |             |             |             |             |
|  | D2                     | HBCSA-PH                     | 16                     | 16                      | LFH | Brest Bretagne Handball | 22                   | 22                   |                      |                      |  |  |                       |                       |                       |                       |  |  |             |             |             |             |
|  | 4 janvier 2017 à 20h30 |                              |                        |                         | LFH | Brest Bretagne Handball | 22                   | 22                   |                      |                      |  |  |                       |                       |                       |                       |  |  |             |             |             |             |
|  |                        |                              | LFH                    | Nantes LAH              | 20  | 20                      |                      |                      |                      |                      |  |  |                       |                       |                       |                       |  |  |             |             |             |             |
|  | LFH                    | Nantes LAH                   | LFH                    | Nantes LAH              | 20  | 20                      | 37                   | 37                   |                      |                      |  |  |                       |                       |                       |                       |  |  |             |             |             |             |
|  | LFH                    | Nantes LAH                   |                        |                         |     |                         |                      | 37                   |                      |                      |  |  |                       |                       |                       |                       |  |  |             |             |             |             |
|  | D2                     | Stella Sports Saint-Maur     | 21                     | 21                      |     |                         |                      |                      |                      |                      |  |  |                       |                       |                       |                       |  |  |             |             |             |             |
|  | D2                     | Stella Sports Saint-Maur     | 21                     | 21                      |     |                         |                      |                      |                      |                      |  |  |                       |                       |                       |                       |  |  |             |             |             |             |
|  |                        |                              |                        |                         |     |                         |                      |                      |                      |                      |  |  |                       |                       |                       |                       |  |  |             |             |             |             |

### Finale
| 27 mai 2017 18 h 15 CEST | Metz Handball        | 33 - 29   | Issy Paris Hand                                | AccorHotels Arena, Paris 12e Arbitrage : Karim et Raouf Gasmi |
| 27 mai 2017 18 h 15 CEST | Slađana Pop-Lazić, 9 | (18 - 11) | C. Lassource, S. Oftedal, Niakaté, Zalewski, 5 | AccorHotels Arena, Paris 12e Arbitrage : Karim et Raouf Gasmi |
| 27 mai 2017 18 h 15 CEST | ×1 ×6                | Stats     | ×2 ×1                                          | AccorHotels Arena, Paris 12e Arbitrage : Karim et Raouf Gasmi |

| Metz Handball | Issy Paris |

| Composition:       |     |    |                    |       |  |
|                    | GB  | 1  | Laura Glauser      | 15/43 |  |
|                    | GB  | 12 | Marina Rajčić      | 0/1   |  |
|                    | P   | 3  | Béatrice Edwige    | 0/0   |  |
|                    | ARD | 6  | Ana Gros           | 5/10  |  |
|                    | DC  | 7  | Grâce Zaadi        | 2/6   |  |
|                    | ALD | 8  | Laura Flippes      | 2/4   |  |
|                    | DC  | 10 | Méline Nocandy     | 0/0   |  |
|                    | AR  | 11 | Tamara Horacek     | 3/6   |  |
|                    | P   | 20 | Slađana Pop-Lazić  | 9/11  |  |
|                    | ARG | 22 | Xenia Smits        | 3/4   |  |
|                    | ALG | 27 | Marion Maubon      | 2/5   |  |
|                    | ALD | 30 | Jurswailly Luciano | 5/7   |  |
|                    | ALG | 31 | Camille Aoustin    | 2/3   |  |
|                    | ARD | 66 | Lindsey Burlet     | 0/0   |  |
| Entraîneur :       |     |    |                    |       |  |
| Emmanuel Mayonnade |     |    |                    |       |  |

| 33     | Buts marqués   | 29    |
| 58,9%  | % réussite     | 56,9% |
| 0/2    | Jets de 7 m    | 3/3   |
| 15/44  | Arrêts         | 12/45 |
| 34,1%  | % arrêts       | 26,7% |
| 12 min | Suspensions    | 2 min |
| 1      | Cartons jaunes | 2     |
| 0      | Cartons rouges | 0     |

| Composition:   |     |    |                           |       |  |
|                | GB  | 16 | Silje Solberg             | 12/45 |  |
|                | GB  | 77 | Maryam Garba              | NPJ   |  |
|                | ALG | 2  | Coralie Lassource         | 5/10  |  |
|                | DC  | 5  | Stine Bredal Oftedal      | 5/9   |  |
|                | ARD | 6  | Océane Sercien-Ugolin     | 0/1   |  |
|                | ARD | 7  | Doungou Camara            | 1/1   |  |
|                | ALD | 8  | Karolina Zalewski-Gardoni | 5/8   |  |
|                | ARD | 10 | Hanna Bredal Oftedal      | 1/5   |  |
|                | ARG | 15 | Kalidiatou Niakaté        | 5/8   |  |
|                | P   | 20 | Pernille Bjørseth Wibe    | 2/3   |  |
|                | P   | 20 | Mabana-Ma Fofana          | 0/0   |  |
|                | DC  | 22 | Déborah Lassource         | 2/2   |  |
|                | ALD | 84 | Melvine Deba              | 3/4   |  |
| Entraîneur :   |     |    |                           |       |  |
| Arnaud Gandais |     |    |                           |       |  |

| Composition:       |     |    |                    |       |  |
|                    | GB  | 1  | Laura Glauser      | 15/43 |  |
|                    | GB  | 12 | Marina Rajčić      | 0/1   |  |
|                    | P   | 3  | Béatrice Edwige    | 0/0   |  |
|                    | ARD | 6  | Ana Gros           | 5/10  |  |
|                    | DC  | 7  | Grâce Zaadi        | 2/6   |  |
|                    | ALD | 8  | Laura Flippes      | 2/4   |  |
|                    | DC  | 10 | Méline Nocandy     | 0/0   |  |
|                    | AR  | 11 | Tamara Horacek     | 3/6   |  |
|                    | P   | 20 | Slađana Pop-Lazić  | 9/11  |  |
|                    | ARG | 22 | Xenia Smits        | 3/4   |  |
|                    | ALG | 27 | Marion Maubon      | 2/5   |  |
|                    | ALD | 30 | Jurswailly Luciano | 5/7   |  |
|                    | ALG | 31 | Camille Aoustin    | 2/3   |  |
|                    | ARD | 66 | Lindsey Burlet     | 0/0   |  |
| Entraîneur :       |     |    |                    |       |  |
| Emmanuel Mayonnade |     |    |                    |       |  |

| 33     | Buts marqués   | 29    |
| 58,9%  | % réussite     | 56,9% |
| 0/2    | Jets de 7 m    | 3/3   |
| 15/44  | Arrêts         | 12/45 |
| 34,1%  | % arrêts       | 26,7% |
| 12 min | Suspensions    | 2 min |
| 1      | Cartons jaunes | 2     |
| 0      | Cartons rouges | 0     |

| Composition:   |     |    |                           |       |  |
|                | GB  | 16 | Silje Solberg             | 12/45 |  |
|                | GB  | 77 | Maryam Garba              | NPJ   |  |
|                | ALG | 2  | Coralie Lassource         | 5/10  |  |
|                | DC  | 5  | Stine Bredal Oftedal      | 5/9   |  |
|                | ARD | 6  | Océane Sercien-Ugolin     | 0/1   |  |
|                | ARD | 7  | Doungou Camara            | 1/1   |  |
|                | ALD | 8  | Karolina Zalewski-Gardoni | 5/8   |  |
|                | ARD | 10 | Hanna Bredal Oftedal      | 1/5   |  |
|                | ARG | 15 | Kalidiatou Niakaté        | 5/8   |  |
|                | P   | 20 | Pernille Bjørseth Wibe    | 2/3   |  |
|                | P   | 20 | Mabana-Ma Fofana          | 0/0   |  |
|                | DC  | 22 | Déborah Lassource         | 2/2   |  |
|                | ALD | 84 | Melvine Deba              | 3/4   |  |
| Entraîneur :   |     |    |                           |       |  |
| Arnaud Gandais |     |    |                           |       |  |

| → Légende: ALD: Ailier droit, ALG: Ailier gauche, ARD: Arrière droit, ARG: Arrière gauche, DC: Demi-centre, GB: Gardien de but, P: Pivot |

## Vainqueur
| Vainqueur de la Coupe de France 2016-2017 Metz Handball 8e victoire |

## Nombre d'équipes par division et par tour
| Divisions / Manches           | Quatrième tour (6 rencontres) | Seizièmes de finale (10 rencontres) | Huitièmes de finale   | Quarts de finale      | Demi- finales         | Finale                |
| ----------------------------- | ----------------------------- | ----------------------------------- | --------------------- | --------------------- | --------------------- | --------------------- |
| LFH (clubs européens) 5 clubs | non présents                  | non présents                        | 5                     | 5                     | 3                     | 2                     |
| LFH (non-européens) 6 clubs   | non présents                  | 6                                   | 6                     | 2                     | 1                     | plus d'équipe engagée |
| Division 2 12 clubs           | 12                            | 9                                   | 2                     | plus d'équipe engagée | plus d'équipe engagée | plus d'équipe engagée |
| Nationale 1 14 clubs          | 14                            | 6                                   | 3                     | 1                     | plus d'équipe engagée | plus d'équipe engagée |
| Nationale 2 3 clubs           | 3                             | 1                                   | plus d'équipe engagée | plus d'équipe engagée | plus d'équipe engagée | plus d'équipe engagée |
| Nationale 3 3 clubs           | 3                             | plus d'équipe engagée               | plus d'équipe engagée | plus d'équipe engagée | plus d'équipe engagée | plus d'équipe engagée |
| Total                         | 32                            | 22                                  | 16                    | 8                     | 4                     | 2                     |

## Coupes de France régionale et départementale
Finale régionale
- CHB Auneau (28) - Étoile sportive colombienne (92) : 31 - 30 (Mi-temps : 10-11)[4]

Finale départementale
- HBC Lucq-de-Béarn (64) - Douvres Handball (14) : 23 - 29 (Mi-temps : 11-13)[5]